# Squash-Mannschaftsweltmeisterschaft der Frauen 2006
Die 15. Mannschafts-Weltmeisterschaft der Damen (englisch 2006 Women's World Team Squash Championship) fand vom 24. bis 30. September 2006 in Edmonton, Kanada, statt. Insgesamt nahmen 16 Mannschaften teil.
Australien verpasste die Titelverteidigung mit Platz 10 deutlich. Seit der Erstaustragung des Turniers hatte die australische Mannschaft bislang stets mindestens den dritten Rang erreicht. Weltmeister wurde England, das mit einem 2:0 gegen Ägypten seinen sechsten Titel gewann. Dritter wurde Malaysia vor den Niederlanden. Deutschland belegte den 12. Platz, Österreich erreichte den 16. und damit letzten Rang. Die Schweiz nahm nicht teil.

## Modus
Die teilnehmenden Mannschaften wurden gemäß ihrer Setzung in vier Gruppen einander zugelost. Innerhalb der Gruppen wurde im Round-Robin-Modus gespielt, die beiden bestplatzierten Mannschaften erreichten die Finalrunde, die im K.-o.-System ausgetragen wurde. Bei dem Turnier wurden alle Plätze ausgespielt.
Alle Mannschaften bestanden aus mindestens drei und höchstens vier Spielerinnen, die in der Reihenfolge ihrer Spielstärke gemeldet werden mussten. Pro Begegnung wurden drei Einzelpartien bestritten. Eine Mannschaft hatte gewonnen, wenn ihre Spielerinnen zwei der Einzelpartien gewinnen konnten. Die Spielreihenfolge der einzelnen Partien ist unabhängig von der Meldereihenfolge der Spielerinnen.

## Ergebnisse

### Gruppenphase

#### Gruppe A
| Rang | Land                                           | Sp. | S | N | Sp.-Diff. | Punkte |
| ---- | ---------------------------------------------- | --- | - | - | --------- | ------ |
| 1    | England (Bailey, Botwright, Duncalf, Waters)   | 3   | 3 | 0 | 9:0       | 6      |
| 2    | Irland (Blake, Mylotte, Lapthorne, Perry)      | 3   | 2 | 1 | 5:4       | 4      |
| 3    | Hongkong (Chiu, Mak, Au, Chan)                 | 3   | 1 | 2 | 4:5       | 2      |
| 4    | Österreich (Pancis, Coufal, Gradnitzer, Hofer) | 3   | 0 | 3 | 0:9       | 0      |

| England  | – | Irland     | 3:0 |
| Hongkong | – | Österreich | 3:0 |
| England  | – | Hongkong   | 3:0 |
| Irland   | – | Österreich | 3:0 |
| England  | – | Österreich | 3:0 |
| Irland   | – | Hongkong   | 2:1 |

#### Gruppe B
| Rang | Land                                                               | Sp. | S | N | Sp.-Diff. | Punkte |
| ---- | ------------------------------------------------------------------ | --- | - | - | --------- | ------ |
| 1    | Ägypten (Kawy, Kheirallah, El Weleily, El Trabolsy)                | 3   | 3 | 0 | 8:1       | 6      |
| 2    | Frankreich (Stoehr, Serme, Renai, Allamargot)                      | 3   | 2 | 1 | 4:5       | 4      |
| 3    | Kanada (Reta, Jans, Russell, Miller)                               | 3   | 1 | 2 | 5:4       | 2      |
| 4    | Spanien (Sadó Garriga, M. Moros Pitarch, Alonso, C. Moros Pitarch) | 3   | 0 | 3 | 1:8       | 0      |

| Ägypten    | – | Spanien    | 3:0 |
| Frankreich | – | Kanada     | 2:1 |
| Kanada     | – | Spanien    | 3:0 |
| Ägypten    | – | Frankreich | 3:0 |
| Ägypten    | – | Kanada     | 2:1 |
| Frankreich | – | Spanien    | 2:1 |

#### Gruppe C
| Rang | Land                                            | Sp. | S | N | Sp.-Diff. | Punkte |
| ---- | ----------------------------------------------- | --- | - | - | --------- | ------ |
| 1    | Malaysia (David, Wee, Chuah)                    | 3   | 3 | 0 | 8:1       | 6      |
| 2    | Neuseeland (Kitchen, Hawkes, Crome)             | 3   | 2 | 1 | 7:2       | 4      |
| 3    | Vereinigte Staaten (Khan, Quick, Hall, Pochoda) | 3   | 1 | 2 | 2:8       | 2      |
| 4    | Japan (Nishio, Matsui, Shinta, Onizawa)         | 3   | 0 | 3 | 1:8       | 0      |

| Malaysia           | – | Vereinigte Staaten | 3:0 |
| Neuseeland         | – | Japan              | 3:0 |
| Malaysia           | – | Neuseeland         | 2:1 |
| Vereinigte Staaten | – | Japan              | 2:1 |
| Malaysia           | – | Japan              | 3:0 |
| Neuseeland         | – | Vereinigte Staaten | 3:0 |

#### Gruppe D
| Rang | Land                                                  | Sp. | S | N | Sp.-Diff. | Punkte |
| ---- | ----------------------------------------------------- | --- | - | - | --------- | ------ |
| 1    | Niederlande (Atkinson, Naudé, Huisman, Noom)          | 3   | 3 | 0 | 8:1       | 6      |
| 2    | Südafrika (Swartz, Nitch, Argyle, van der Westhuizen) | 3   | 2 | 1 | 4:5       | 4      |
| 3    | Australien (Brown, Martin, Pittock, Desira)           | 3   | 1 | 2 | 4:5       | 2      |
| 4    | Deutschland (Witt, Rohrmüller, Weiß, Schumann)        | 3   | 0 | 3 | 2:7       | 0      |

| Niederlande | – | Deutschland | 2:1 |
| Südafrika   | – | Australien  | 2:1 |
| Niederlande | – | Südafrika   | 3:0 |
| Australien  | – | Deutschland | 3:0 |
| Niederlande | – | Australien  | 3:0 |
| Südafrika   | – | Deutschland | 2:1 |

### Finalrunde
| Viertelfinale | Viertelfinale | Viertelfinale | Viertelfinale | Viertelfinale |  |  | Halbfinale | Halbfinale  | Halbfinale | Halbfinale | Halbfinale |    |         | Finale  | Finale | Finale | Finale | Finale |
|               |               |               |               |               |  |  |            |             |            |            |            |    |         |         |        |        |        |        |
| A1            | England       | 3             | 3             | 2             |  |  |            |             |            |            |            |    |         |         |        |        |        |        |
| C2            | Neuseeland    | 1             | 0             | 0             |  |  | A1         | England     | 3          | 3          | 2          |    |         |         |        |        |        |        |
| D1            | Niederlande   | 3             | 3             | 2             |  |  | D1         | Niederlande | 0          | 2          | 0          |    |         |         |        |        |        |        |
| A2            | Irland        | 1             | 0             | 0             |  |  |            |             |            |            |            | A1 | England | 3       | 3      |        |        |        |
| B2            | Frankreich    | 0             | 0             | 0             |  |  |            |             |            |            |            |    | B1      | Ägypten | 2      | 0      |        |        |
| C1            | Malaysia      | 3             | 3             | 2             |  |  | C1         | Malaysia    | 3          | 0          | 0          |    |         |         |        |        |        |        |
| D2            | Südafrika     | 1             | 0             | 0             |  |  | B1         | Ägypten     | 0          | 3          | 3          |    |         |         |        |        |        |        |
| B1            | Ägypten       | 3             | 3             | 2             |  |  |            |             |            |            |            |    |         |         |        |        |        |        |

### Finale
| England                                                       | Finale | Ägypten                                                                    |
| ------------------------------------------------------------- | --- | -------------------------------------------------------------------------- |
| Team Tania Bailey Vicky Botwright Jenny Duncalf Alison Waters | Datum: 30. September 2006 Ort: Edmonton \| Vicky Botwright \| 9:3, 8:10, 4:9, 9:7, 9:2 \| Engy Kheirallah \| \| Tania Bailey \| 9:2, 9:2, 2:0 Aufgabe \| Omneya Abdel Kawy \| \| Jenny Duncalf \| nicht ausgespielt \| Raneem El Weleily \| Resultat: 2:0 | Team Omneya Abdel Kawy Engy Kheirallah Raneem El Weleily Amnah El Trabolsy |
| Vicky Botwright                                               | 9:3, 8:10, 4:9, 9:7, 9:2 | Engy Kheirallah                                                            |
| Tania Bailey                                                  | 9:2, 9:2, 2:0 Aufgabe | Omneya Abdel Kawy                                                          |
| Jenny Duncalf                                                 | nicht ausgespielt | Raneem El Weleily                                                          |

## Abschlussplatzierungen
| Rang | Mannschaft  |
| 01.  | England     |
| 02.  | Ägypten     |
| 03.  | Malaysia    |
| 04.  | Niederlande |
| 05.  | Neuseeland  |
| 06.  | Südafrika   |
| 07.  | Irland      |
| 08.  | Frankreich  |

| Rang | Mannschaft         |
| 09.  | Hongkong           |
| 10.  | Australien         |
| 11.  | Vereinigte Staaten |
| 12.  | Deutschland        |
| 13.  | Kanada             |
| 14.  | Japan              |
| 15.  | Spanien            |
| 16.  | Österreich         |